# Грабер, Фейт
Фейт Грабер (нем. Veit Graber; 1844—1892) — австрийский зоолог, энтомолог и педагог.

## Биография
Фейт Грабер родился 2 июля 1844 года в австрийском городке Вер на территории нынешней федеральной земли Тироль. Изучал естественные науки в Инсбрукском университете имени Леопольда и Франца, где слушал лекции Хеллера. Во время Австро-прусско-итальянской войны вынужден был прервать учёбу и отправиться на фронт, где его отвага была отмечена медалью. Затем был преподавателем естественных наук в гимназии. Помимо того, посещал лекции Александра Роллетта по гистологии.
В 1873 году был Грабер был принят экстраординарным профессором зоологии, а в 1876 году переведён в ординарные профессора в Черновицком университете (в то время Черновцы входили в состав Австро-Венгерской империи и преподавание велось на немецком языке).
Плодотворная научная деятельность Ф. Грабера касается преимущественно изучения органов чувств и эмбриологии низших животных, в особенности прямокрылых насекомых.
Особого внимания заслуживают его труды: «Fortgesetzte Untersuchungen über die nachembryonale Entwicklung und die Cuticula der Geradflügler» (1870); «Faunistische Studien in der syrmischen Bucht» (1870); «Ueber den propulsatorischen Apparat der Insecten» (1872); «Die tympanalen Sinnesorgane der Orthopteren» (1875); «Die Insecten» (2 т., 1877); «Die chordotonalen Sinnesorgane der Insecten» (1882) и «Vergleichende Studien am Keimstreif der Insecten» (1890).
Фейт Грабер умер 3 марта 1892 года в городе Риме.